# Jean-Yves Le Déroff
Jean-Yves Le Déroff est un skipper français né le 15 septembre 1957 à Inezgane au Maroc. 

## Biographie
Il a été élève au lycée de Kérichen à Brest et obtient son diplôme du baccalauréat section D en 1977. Il a pratiqué l'Optimist à bon niveau jusqu'à l'adolescence. 
De 1978 à 1980, il entre au CREPS de Dinard. Il régate en Laser, dériveur monotype minimaliste mais très exigeant physiquement et tactiquement.
Entre 1980 et 1989, il est responsable de la section sport études voile du lycée où il a fait ses études.
En 1987, il devient vice-champion du monde.
Il participe à différentes épreuves de voile et a obtenu ses meilleurs résultats en classe Tornado.
Il est champion olympique dans cette discipline aux Jeux olympiques d'été de 1988 à Séoul avec Nicolas Hénard.
À Brest, il a été responsable du pôle France voile. Au cours de sa carrière, il a aussi eu l'occasion d'être entraîneur national voile. 
Il est ensuite directeur adjoint de l'école nationale de voile et des sports nautiques (ENVSN) à Saint-Pierre-Quiberon pendant  4 ans de janvier 2010 à décembre 2013.
Il est ensuite nommé au Campus Sport Bretagne où il succède comme directeur à Jacques Leroy parti à la retraite, avec l'officialisation de sa fonction le 1er décembre 2014.
Depuis le 1er juillet 2016, il est à nouveau à l'ENVSN cette fois comme directeur,.

## Palmarès

### Jeux olympiques
- Médaille d'or aux Jeux olympiques d'été de 1988 à Séoul en Tornado avec son équipier Nicolas Hénard.

### Championnats du monde
- Vice-champion du monde en 1987.